# Rangitoto
Rangitoto är en vulkanö som ligger i Haurakigolfen utanför Nya Zeelands största stad Auckland. Av de omkring 50 slocknade vulkaner som finns i Aucklandområdet är Rangitoto den yngsta och den största. Rangitoto sprang ur havet för cirka 600 år sedan efter en serie av vulkanutbrott.
Rangitoto är ett av Aucklands mest igenkännbara landmärken, detta på grund av dess nästan perfekt konformade form. Vulkanön är 5,5 km bred och den högsta höjden når 260 meter. Till ytan är Rangitoto 2 311 hektar och där finns över 200 olika arter av mossa, träd och blommor. På Ragitotot finns även världens största Pohutukawa-skog. Pohutukawa är känt som Nya Zeelands julträd med sina stora röda blommor.
Ön sköts av New Zealand Department of Conservation och är öppen för allmänheten. Från Aucklands hamn går det båtar till öns sydliga sida. Det finns omkring tio olika vandringsleder på ön.